# Akinobu Yokouchi
Akinobu Yokouchi (横内 昭展 Yokouchi Akinobu?,  nacido el 30 de noviembre de 1967 en Fukuoka) es un exfutbolista japonés. Jugaba de centrocampista y su último club fue el Sanfrecce Hiroshima de Japón.

## Trayectoria

### Clubes
| Club                | País  | Año         |
| ------------------- | ----- | ----------- |
| Sanfrecce Hiroshima | Japón | 1986 - 1995 |